# Antonio Romanini
Antonio Romanini est un organiste et compositeur italien classique de la fin du XVIe et début du XVIIe siècle.

## Œuvre
Antonio Romanini figure dans l'une des premières éditions de toccata pour clavier, après celle de Sperindio Bertoldo en 1591 : le recueil de Girolamo Diruta, paru chez Alessandro Vincenti à Venise en 1593 et 1609, Il transilvano, Dialogo sopra il vero modo di sonar : organi & istromenti da penna,, qui contient treize toccatas : de Diruta lui-même (4 pièces), d'Andrea (2), et de Giovanni Gabrieli, Claudio Merulo, Luzzasco Luzzaschi, Antonio Romanini, Paolo Quagliati, Vincenzo Bellavere et Gioseffo Guami (une pièce chacun).
Il a été actif de 1585 à 1600. Une partition de sa Toccata per Organo a été éditée.

## Discographie
- Musique Renaissance en Transylvanie - Tamás Zászkaliczky, orgue (1987, Hungaroton HCD 12924) (OCLC 869387290)
- Il transilvano - Marco Ghirotti, orgue de l'église de S. Maria Maggiore Spilimbergo Pordenone (avril 2002, Tactus) (OCLC 54802528)